# OTs-14
OTs-14 "Groza" 「グロザー」「グローザ」（ロシア語: ОЦ-14 «Гроза»、ロシア語ラテン翻字: OC-14）とは、ロシアのトゥーラ造兵廠（現KBP社）で設計・開発されたブルパップ方式のアサルトライフルである。
開発当初のプロジェクト・コードネームであり、そのまま現在でも通称（またはシリーズ名）として扱われる「Гроза」とは、ロシア語で「雷雨」を意味する単語である。
基礎的な設計が完成した後もマイナーチェンジを繰り返し、現行モデルの型式名は OTs-14-4A となっている。

## 概要
1992年頃、AKS-74Uなど従来のコマンド小銃やスチェッキンAPS機関拳銃などの小型マシンガンで満足する結果を得られなかったロシア内務省軍から要請を受け、“室内戦闘・市街戦において小回りのきく短い全長ながら、高い消音効果と威力を併せ持つ小銃”というコンセプトを達成すべく、内務省軍管轄の特殊部隊監修の元にトゥーラ造兵廠で設計・開発され、1993年に完成した。
OTs-14の主な設計を担当したデザイナーは、当時トゥーラ造兵廠で勤務していたヴァレリー・テレシュ（Valery Telesh）である。同時に、ロシア連邦軍全面採用のGP-25の開発にも参加したユーリ・レーベジェフ（Yuri Lebedev）も後述の特殊なトリガー機構を開発している。
OTs-14の全体的な設計には、先行して開発されながら完成間近で中断されたOTs-12 ティス（OTs-12 Tiss）の影響が随所に見られる。特にAKS-74Uをベースとした設計、消音効果の高い特殊口径9×39mm（SP-6）の採用などは、OTs-12のコンセプトから引き継がれたものである。
OTs-12は、AKS-74U自体の軽量化や口径変更など小改良に留まり、従来のAKシリーズの域を出ないコンベンショナル方式小型突撃銃のままであった。そこで後継機種のOTs-14では、機関部を直接ストックとして改修したブルパップ方式の採用により従来品以上の短縮化を図りつつ、ほぼ原型そのままの長さの銃身により威力を確保した点で大きく異なる。
1994年頃からトゥーラ造兵廠によりロシア特殊部隊向けとして生産を開始したが、現在では輸出もされている。なお、OTs-14の基本コンセプトは、後に開発されたKBP社製A-91アサルトライフルへ受け継がれている。

## 基本構造・特徴
基礎的な構造としては、AKS-74Uの機関部の構成を変更し大口径化、更にトリガー/グリップをマガジンの位置より前方へ移動させ、肩の当たる部分にはバットプレートを取り付けて機関部兼バットストックとした、ブルパップ方式の形態を取っている。
ブルパップ方式を採用したことでAKS-74U以上の短縮化を実現したが、機関部は従来のAKシリーズそのものであり、排莢方向は右側のみで左利き射手に合わせた改造は施せないため、事実上の右利き射手専用銃器と化してしまっている。そのため、もし左利き射手がOTs-14を扱う場合には右手で使用する訓練が必須となってしまうため、様々な国の用兵方針には適しにくく、場合によっては致命的欠陥とも取られかねないブルパップ方式特有の大きな問題を残してしまっている。
作動機構はAKシリーズのそれを踏襲したロングストロークピストン/回転ボルト閉鎖方式であり、劣悪な環境下に対する耐久性・信頼性は極めて高い。
基礎のAKS-74U以上に設計が簡略化され、容易な分解が可能である。そのため各種パーツを組み替えることで様々な状況に対応可能で、なおかつOTs-14を構成する各種パーツはAKS-74Uのそれと75％の互換性を持ち、それぞれ故障した際の予備交換パーツとしても流用可能である。
扱える口径・弾薬はAK-47の7.62×39mmに加え、その弾頭を9mmまでネックアップすることにより重量増加による銃口初速の亜音速化で減音効果を高めつつ、大口径化によるストッピングパワーの増大で殺傷力を補った、テシニートチェマッシ社開発の隠密作戦専用の特殊口径9×39mmも採用された。銃身は基礎のAKS-74Uの210mmより30mmほど延長され、240mmとなっている。
7.62×39mmでは30発マガジンを、9×39mmでは20発のマガジンを装備する。なお、当初はこれらに加えてAK-74の口径5.45×39mmや西側標準の口径5.56mm NATOを扱える計画もあったが、設計段階で却下されている。
キャリングハンドルはFA-MASのようにアイアンサイト（金属照準器）を兼ねた品ではあるものの、接眼距離を長く取らなければ正確な精度を得られないアイアンサイトと全長の短いブルパップ方式との相性は悪いため、通常はキャリングハンドル上部に存在するサイトベースに光学式照準器（レッドドットサイトやテレスコピックサイト、暗視スコープなど）を装着、標準の照準器とすることを推奨され、アイアンサイト自体は殆ど予備用サイトとして扱われる。
現行型の基礎モデルOTs-14-4Aのトリガーは、ユーリ・レーベジェフにより新規開発された突撃銃とGP-25グレネードランチャーの双方を一つにまとめた独自の物である。これはグリップ側にセレクタースイッチが存在し、銃とランチャーの双方の射撃を切り替えられる特殊なハイブリッド・システムだが、それ以外のモデルではランチャー一体型グリップ/トリガーごと交換され、通常のAKと変わらないトリガー機構となる。

## バリエーション
7.62×39mm仕様はグローザ-1、5.45x39mm仕様はグローザ-2、5.56x45mm仕様はグローザ-3、9x39mm仕様はグローザ-4として別けられている。
バリエーションは用途別に以下の四種（口径別とした場合は八種）が存在するが、共通して240mmの銃身を用い、9×39mmのグロザー-4では銃口初速300m/秒、フルオート連射速度は毎分700発、有効射程200m、最大射程400mの性能を持つ。

### OTs-14-1A(TKB-0239)
1番最初に開発されたモデル。GP-5と呼ばれる内蔵グレネードランチャーを備え、使用弾薬は7.62x39mmを使用する。ロシア国内の特殊部隊向けに開発され、提出したが採用はされなかった。GP-5付きの重量は4.1kg、GP-5を取り外した状態は3.1kg、全長は840mm。

### OTs-14-2A
OTs-14-1Aの使用弾薬を5.45x39mmに変更したモデル。しかし、短い銃身では7.62x39mm弾の方が発射などの性能において優れていたため、採用されることはなかった。

### OTs-14-3A
OTs-14-1Aの使用弾薬を5.56x45mmに変更したモデル。資金不足のため、採用にも生産にも至らなかった。

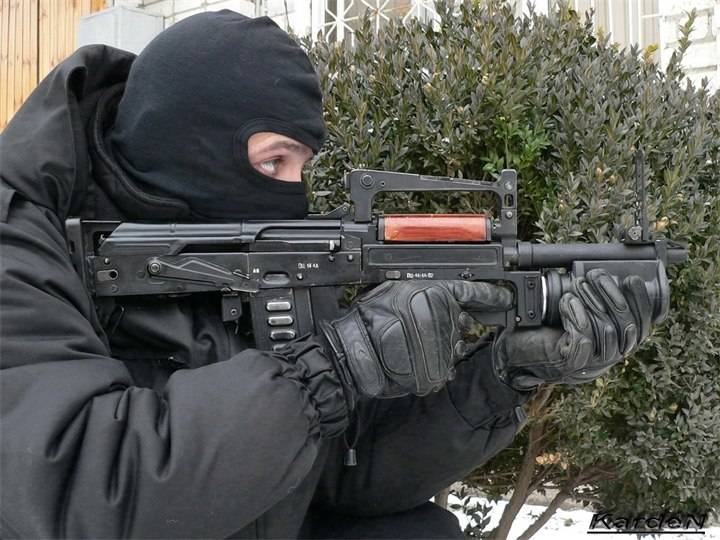
OTs-14-4A

### OTs-14-4A
GP-5と呼ばれる内蔵グレネードランチャーを備えた基本モデルで、“グレネーダー”モデルとも呼ばれる。全長610mm、重量3.8kg。

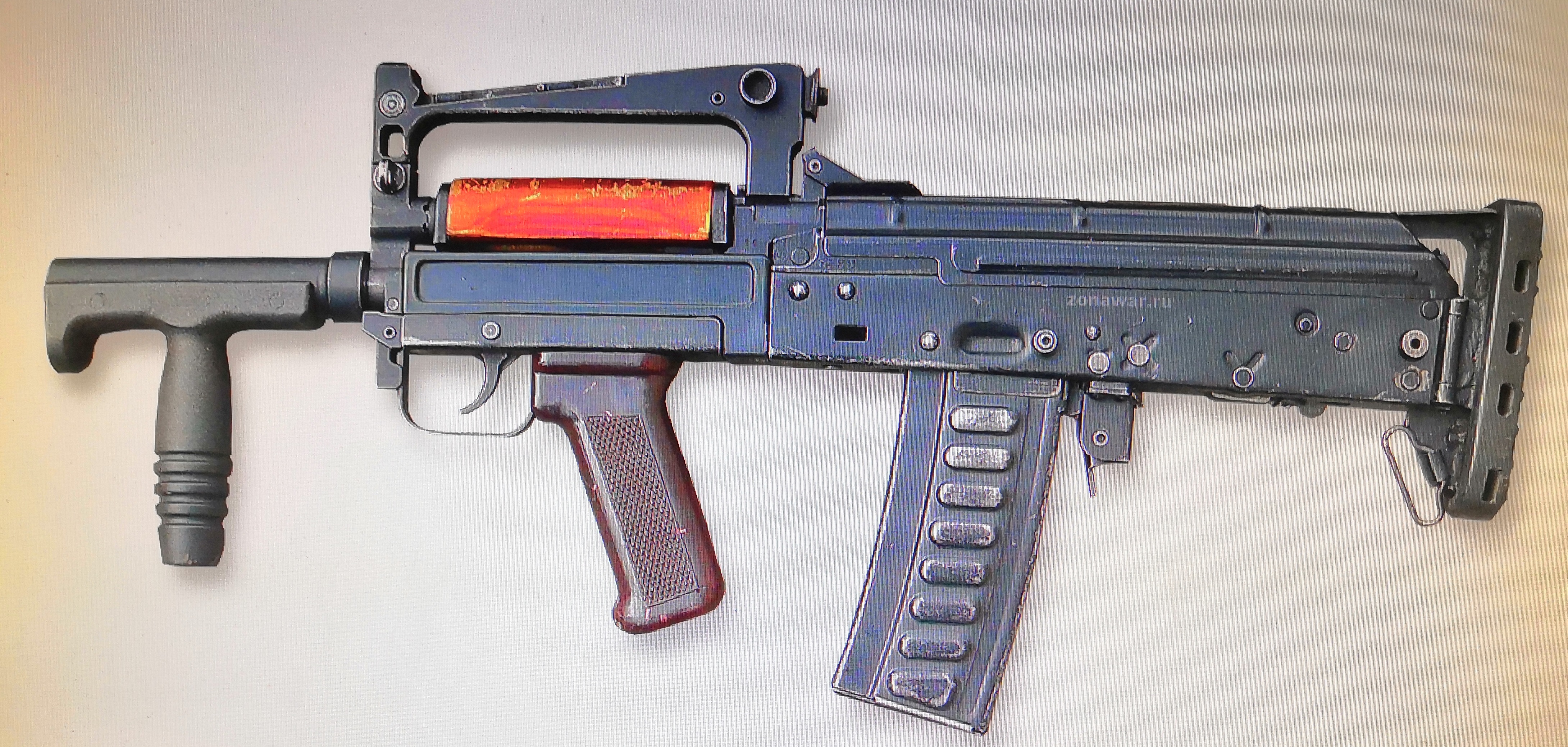
OTs-14-4A-01

### OTs-14-4A-01
GP-5を省いた代わりに専用のフォアグリップを取り付け、重量を減らしつつ操作性を高めている、別名“アサルト”モデル。全長565mm、重量2.7kg。

### OTs-14-4A-02
付属品を何も取り付けていない最もシンプルな簡易モデル。全長500mm、重量2.5kg。

### OTs-14-4A-03
サプレッサーと専用の光学照準器を取り付けた、特に隠密作戦に向くモデル。全長720mm、重量3.6kg。

## 採用国
- ロシア - 特殊部隊（スペツナズ）で採用。

## 登場作品

### 漫画
『巫女と科学の嘘八百万』

### ゲーム
『Alliance of Valiant Arms』
OTs-14 Grozaが登場。
『PlayerUnknown's Battlegrounds』
支援物資限定武器としてOTs-14-1Aが登場。
バーティカルフォアグリップとコンペンセイターが標準装備され、サプレッサーを付けると外れてしまう。

『SOCOM: U.S. Navy SEALs Portable』
弾がばらけるので近距離での制圧力に優れる。
『S.T.A.L.K.E.R.シリーズ』
『S.T.A.L.K.E.R. SHADOW OF CHERNOBYL』
『S.T.A.L.K.E.R. Clear Sky』
『S.T.A.L.K.E.R. Call of Pripyat』
シリーズを通しGP-25と一体化した9x39mm弾仕様で登場。一部作品では5.45x39mm弾仕様に改造されたものも登場する。

『バトルフィールド4』
春パッチにてGroza-1がカービンとして、Groza-4がPDWとして追加された。
『ドールズフロントライン』
ドルフロ及びエクシリウムに登場する。人形としては「グローザ」を名乗り、手に持つ銃のモデルは「OTs-14-4A-03」となっている。